# Los huéspedes de La Marquesa
Los huéspedes de La Marquesa o ¡Que rico mambo!, es una película musical mexicana de 1951 dirigida por Jaime Salvador y protagonizada por Amalia Aguilar y Ramón Armengod.

## Argumento
En la casa de huéspedes "La Marquesa", vive un grupo de artistas eclécticos. Todos ellos están tratando de montar un espectáculo musical para ganar algo de dinero y pagar su deuda con el propietario. Al mismo tiempo, llegan a la casa un chofer  joven con una gran voz y una modelo y bailarina bonita y talentosa. En medio de la organización del espectáculo, ambos jóvenes se enamoran.

## Reparto
- Amalia Aguilar
- Ramón Armengod
- Prudencia Griffel
- Pancho Córdova
- Pedro de Aguillón
- Joaquín García "Borolas"
- Manolo Noriega
- Carlota Solares
- Luis Manuel Pelayo
- José Alfredo Jiménez
- Juan Bruno Tarraza

## Comentarios
Acartonada farsa musical al estilo de películas musicales de la época, Al son del mambo y Ritmos del Caribe (ambas de 1950), también estelarizadas por la rumbera cubana Amalia Aguilar. La historia está basada en un popular programa radiofónico homónimo.